# Minettia kunashirica
Minettia kunashirica är en tvåvingeart som beskrevs av Shatalkin 1992. Minettia kunashirica ingår i släktet Minettia och familjen lövflugor. Inga underarter finns listade i Catalogue of Life.